# Allorhinocoris
Allorhinocoris är ett släkte av insekter. Allorhinocoris ingår i familjen ängsskinnbaggar.
Kladogram enligt Catalogue of Life:
| Allorhinocoris | \| \| Allorhinocoris flavus \| \| \| \| \| \| Allorhinocoris speciosus \| \| \| \| |
|                | \| \| Allorhinocoris flavus \| \| \| \| \| \| Allorhinocoris speciosus \| \| \| \| |
|                | Allorhinocoris flavus                                                              |
|                |                                                                                    |
|                | Allorhinocoris speciosus                                                           |
|                |                                                                                    |